# Pirofyllit
Pirofyllit (pyrofyllit) – dihydroksyfylokrzemian glinu – minerał z gromady krzemianów, zaliczany do grupy minerałów blaszkowych (fyllokrzemianów). Należy do grupy minerałów bardzo rzadkich.
Jego nazwa pochodzi od greckich słów pyr- ogień i phyllon- liść, wiążących się z jego zachowaniem podczas ogrzewania (traci wodę, tworząc blaszkowatą masę). 

## Właściwości
Tworzy kryształy niewielkie o pokroju blaszkowym. Występuje w skupieniach blaszkowych, łuskowych, lamelkowych, włóknistych, promienistych, rozetowych. Pirofyllit wyglądem bardzo przypomina talk – jest z nim blisko spokrewniony. Jest miękki, strugalny, giętki, bywa przeświecający. W dotyku jest tłusty. Tworzy pseudomorfozy po dystenie i piroksenach. 

## Występowanie
Produkt niskotemperaturowych przeobrażeń hydrotermalnych. Współwystępuje z kwarcem, miką, talkiem. 
Miejsca występowania: większe skupiska znane są w Chinach jako aglamatolity (wykorzystywane jako kamień ozdobny). Także Rosja, RPA, USA, Brazylia, Włochy, Słowacja, Finlandia.
W Polsce stwierdzono go w żyłach kwarcu przecinających granity okolic Strzelina. Występuje w okolicach Kowar na Dolnym Śląsku. 

## Zastosowanie
- surowiec ceramiczny,
- wypełniacz do gumy i papieru,
- do produkcji suchego smaru,
- do produkcji izolatorów termicznych i elektrycznych,
- do produkcji mydła i kosmetyków,
- ma znaczenie naukowe – określa warunki metamorfizmu,
- poszukiwany kamień kolekcjonerski,
- odmiany zbite wykorzystywane do produkcji biżuterii,
- nośnik substancji aktywnych.